# Patrick Konrad
Patrick Konrad (Mödling, Baixa Àustria, 13 d'octubre de 1991) és un ciclista austríac, professional des del 2013 i actualment a les files del Lidl-Trek. Combina la carretera amb el ciclisme en pista. En el seu palmarès destaca una etapa del Tour de França de 2021. Aquesta victòria fou la tercera aconseguida per un ciclista austríac al Tour de França al llarg de la seva història, després de les guanyades per Max Bulla el 1931 i Georg Totschnig el 2005.

## Palmarès en ruta
- 2014
  - 1r a la Volta a l'Alta Àustria
  - Vencedor d'una etapa al Triptyque des Monts et Châteaux
- 2019
  -  Campió d'Àustria en ruta
- 2021
  -  Campió d'Àustria en ruta
  - Vencedor d'una etapa al Tour de França

### Resultats al Tour de França
- 2016. 65è de la classificació general
- 2019. 35è de la classificació general
- 2021. 27è de la classificació general. Vencedor d'una etapa
- 2022. 16è de la classificació general
- 2023. 82è de la classificació general

### Resultats al Giro d'Itàlia
- 2017. 16è de la classificació general
- 2018. 7è de la classificació general
- 2020. 8è de la classificació general
- 2023. 20è de la classificació general

### Resultats a la Volta a Espanya
- 2017. 96è de la classificació general

## Palmarès en pista
- 2012
  -  Campió d'Àustria en persecució
- 2014
  -  Campió d'Àustria en persecució